# Мелешковце-Залесянські
Мелешковце-Залесянські (пол. Mieleszkowce Zalesiańskie) — село в Польщі, у гміні Кузьниця Сокульського повіту Підляського воєводства.
Населення — 60 осіб (2011).
У 1975-1998 роках село належало до Білостоцького воєводства.

## Демографія
Демографічна структура станом на 31 березня 2011 року:
|          | Загалом | Допрацездатний вік | Працездатний вік | Постпрацездатний вік |
| -------- | ------- | ------------------ | ---------------- | -------------------- |
| Чоловіки | 31      | 5                  | 20               | 6                    |
| Жінки    | 29      | 2                  | 13               | 14                   |
| Разом    | 60      | 7                  | 33               | 20                   |